# Burg Maebashi
Die Burg Maebashi (japanisch 前橋城, Maebashi-jō, ursprünglich Umabayashi-jō) befindet sich in der Stadt Maebashi, der Hauptstadt der Präfektur Gunma. In der Edo-Zeit residierten dort zuletzt die Matsudaira als größere Fudai-Daimyō.

## Burgherren in der Edo-Zeit
- Bis 1604 Hiraiwa Chikayoshi mit einem Einkommen von 33.000 Koku,
- ab 1604 die Sakai mit 32.000 Koku,
- ab 1749 die Matsudaira mit 150.000 Koku.

## Geschichte
In der Entoku-Ära (延徳; 1489 bis 1493) soll der Fürst auf Burg Minowa (箕輪城, -jō), Nagano-Katatada (長野 堅忠) auf dem Ostufer des Tone-Flusses auf der Umayabashi (厩橋) genannten Anhöhe eine Burg errichtet haben. Als gegen Ende der Sengoku-Zeit im Jahr 1590 Tokugawa Ieyasu die Kantō-Ebene erhielt, setzte er dort seinen Vasallen Hiraiwa Chikayoshi ein. Später, unter den Sakai, wurde 1687 Umayabashi in Maebashi umbenannt.
Während die Matsudaira Burgherren waren, verstärkten sich die Uferzerstörungen, die der Tone-Fluss an der Flussseite der Burg verursachte. 1757 wurde dann ein Teil des zentralen Burgbereichs zerstört. 1768 gaben daraufhin die Matsudaira die Burg auf und zogen um auf die Burg Kawagoe. Auf Bitten der Bevölkerung bauten sie ab 1863 die Burg von Maebashi wieder auf. Dabei wurde der vormals dritte Burgbereich, das  San-no-maru (三ノ丸), nun als zentraler Burgbereich, also als Hommaru (本丸), genutzt. 1867 war die Burg fertiggestellt – die letzte, die im traditionellen Stil errichtet wurde – und die Matsudaira kehrten nach Maebashi zurück.

## Die Anlage

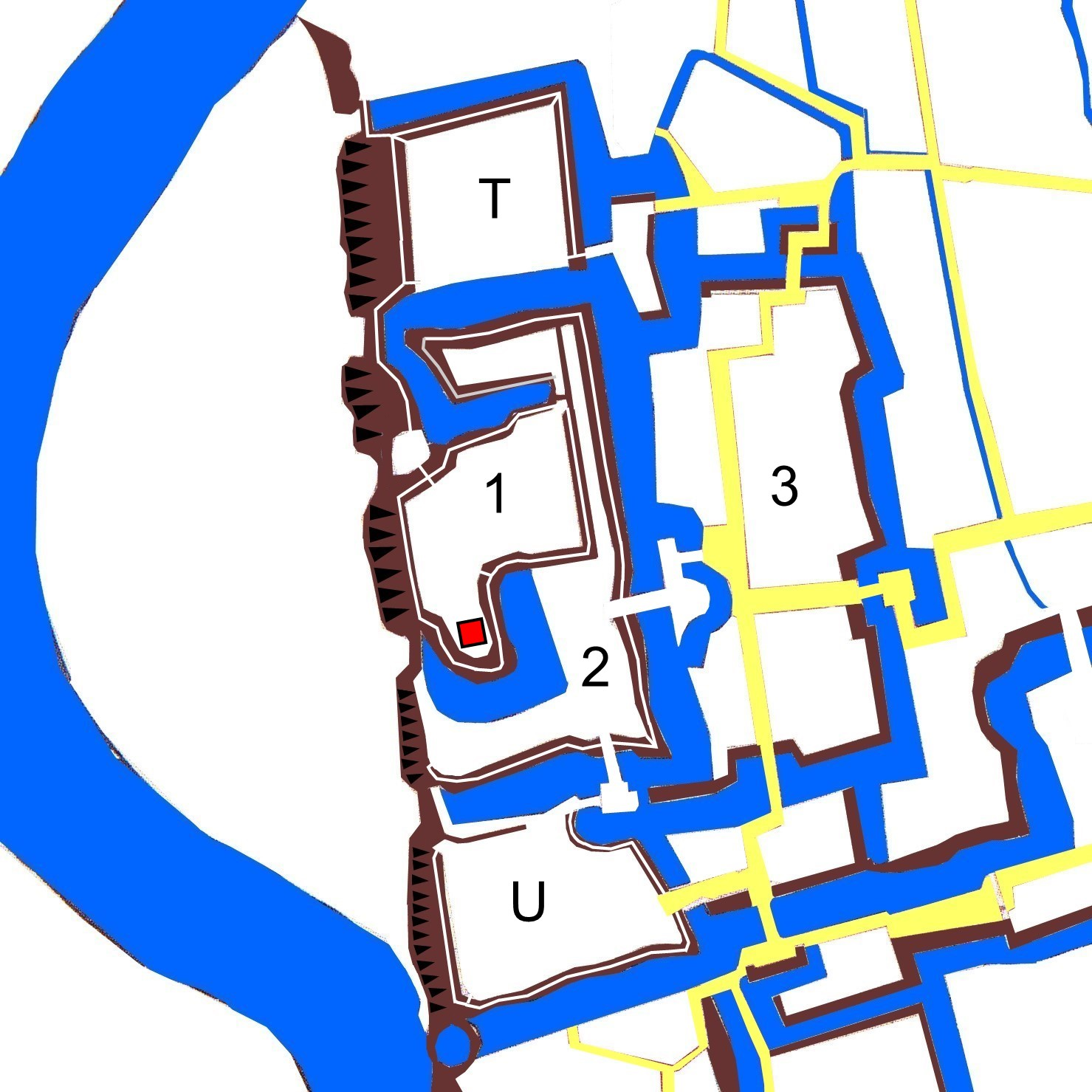
Burg Maebashi im 17. Jahrhundert (s. Text)

Die Burg liegt auf einer Anhöhe über dem Tone-Fluss, die jedoch eben ist, so dass es sich um eine Niederungsburg handelt. Ursprünglich lag das Hommaru [1] mit dem Burgturm (天守, tenshu; im Burgplan rot) direkt über dem Ufer des Flusses mit dem zweiten Bereich [2], dem Ni-no-maru (二ノ丸), und dem dritten Bereich (3), dem San-nomaru (三ノ丸) im Osten dahinter. Im Norden schützte der Takahama-Vorbereich (高浜曲輪, Takahama-kuruwa, [T]), im Süden der Umaya-Vorbereich (厩曲輪, Umaya-kuruwa, [U]). 
Nach 1868 wurde die Burg vollständig abgerissen, die Gräben wurden weitgehend zugeschüttet. Heute befindet sich auf dem ehemaligen Hommaru die Verwaltung der Präfektur Gumma, und auch die anderen Burgbereiche sind mit Verwaltungsgebäuden bebaut. Ein Teil des Geländes ist öffentlicher Park. Von der Nordseite des Hommaru sind Reste der Erdwälle erhalten, und vom Takahama-Vorbereich sind es Teile der Mauern, Erdwälle und des trockenen Grabens. 